# Peurajärvi (Karesuando socken, Lappland, 760769-175813)
Peurajärvi är en sjö i Kiruna kommun i Lappland och ingår i Torneälvens huvudavrinningsområde. Sjön har en area på 0,0892 kvadratkilometer och ligger 350,9 meter över havet.

## Delavrinningsområde
Peurajärvi ingår i det delavrinningsområde (760894-176094) som SMHI kallar för Förgrening. Medelhöjden är 372 meter över havet och ytan är 15,61 kvadratkilometer. Räknas de 10 avrinningsområdena uppströms in blir den ackumulerade arean 232,98 kvadratkilometer. Ainattijoki som avvattnar avrinningsområdet har biflödesordning 3, vilket innebär att vattnet flödar genom totalt 3 vattendrag innan det når havet efter 441 kilometer. Avrinningsområdet består mestadels av skog (76 procent) och sankmarker (23 procent). Avrinningsområdet har 0,15 kvadratkilometer vattenytor vilket ger det en sjöprocent på 1 procent.